# Mindre rödögonflickslända
Mindre rödögonflickslända (Erythromma viridulum) är en art i insektsordningen trollsländor som tillhör familjen dammflicksländor. 

## Kännetecken
Den mindre rödögonflicksländan har en bakkroppslängd på 22 till 25 millimeter. Förutom den något mindre storleken liknar den till utseendet ganska mycket den till samma släkte hörande större rödögonflicksländan. Hanarna av båda arterna har röda ögon och en likartad färgteckning i blått och svart. Några detaljer i teckningen skiljer dock hanarna av de båda arterna åt. Den främsta är att den mindre rödogonflicksländas hane på ovansidan av bakkroppens sista segment har en svart t-formad markering, något som saknas hos den större rödögonflicksländans hane. 

## Utbredning
Den mindre rödögonflicksländans utbredning i Europa har under senare decennier expanderat i nord-västlig riktning. 1999 återfanns den i sydöstra England, där den tidigare inte förekommit. I Sverige har den hittats i Skåne och Blekinge.

## Levnadssätt
Flygtiden för arten är från juli till augusti.